# Адольф Хроницький
Адольф Хроницький (пол. Adolf Chronicki; 5 травня 1912 — 23 вересня 1989) — польський актор театру, кіно та телебачення, також театральний режисер і директор театру.

## Біографія
Адольф Хроницький народився у селі Ласковці (тоді у Галичині, тепер у Теребовлянському районі Тернопільської області України). Випускник юридичного факультету Львівського університету, який закінчив у 1934 році. Дебютував у театрі у 1934 році. Актор театрів у різних містах (Краків, Лодзь, Вроцлав, Валбжих, Ополе), директор та художній керівник театру у Валбжиху. Виступав також у спектаклях «театру телебачення» у 1967—1978 роках. Помер у Глівиці і там похований.

## Вибрана фільмографія
- 1958 — Попіл і діамант
- 1970 — Пригоди каноніра Доласа, або Як я розв'язав Другу світову війну